# Puerto de Dolores
Puerto de Dolores är en ort i Mexiko.   Den ligger i kommunen Doctor Arroyo och delstaten Nuevo León, i den centrala delen av landet, 500 km norr om huvudstaden Mexico City. Puerto de Dolores ligger 1 721 meter över havet och antalet invånare är 194.
Terrängen runt Puerto de Dolores är kuperad västerut, men österut är den platt. Runt Puerto de Dolores är det mycket glesbefolkat, med 5 invånare per kvadratkilometer. Närmaste större samhälle är El Refugio y el Reparo, 16,6 km nordost om Puerto de Dolores. Omgivningarna runt Puerto de Dolores är i huvudsak ett öppet busklandskap.